# Videodigt
Et videodigt er en blanding af den visuelle oplevelse, som man kender den fra filmens verden og digtoplæsning. Oplevelsen kan minde om den, man får ved en kortfilm, men udmærker sig dog ved, at det er digtet, der er omdrejningspunktet, mens de visuelle elementer blot understøtter digtets pointe.

## Eksternt link
- Thomas Olesen og Jeff D. Hansen: Online digtoplæsning Arkiveret 26. oktober 2020 hos  Wayback Machine

| Sprog og litteratur | Spire Denne artikel om litteratur er en spire som bør udbygges. Du er velkommen til at hjælpe Wikipedia ved at udvide den. |